# 安達盧西亞 (佛羅里達州)
安達盧西亞（英語：Andalusia）是位於美國佛羅里達州弗萊格勒縣的一個非建制地區。該地的面積和人口皆未知。

## 地理
安達盧西亞的座標為29°30′00″N 81°29′05″W / 29.50000°N 81.48472°W，而該地的平均海拔高度為3米（即10英尺）。